# Sabotage (Album)
Sabotage ist das sechste Studioalbum der britischen Heavy-Metal-Band Black Sabbath. Es wurde 1975 veröffentlicht.

## Entstehung
Sabotage wurde im Februar 1975 in den Morgan Studios in London aufgenommen. Weil die Aufnahmen lange benötigten und die Band mit dem London Philharmonic Orchestra zusammenarbeitete, wurde Sabotage zum teuersten Album der Band. Der Konflikt zwischen Ozzy Osbourne und Tony Iommi verschärfte sich, als Osbourne dem Gitarristen „Besessenheit“, genau den richtigen Klang zu finden, vorwarf.

## Rezeption
Sabotage wurde vom Rolling Stone als „Black Sabbaths bestes Album seit Paranoid“ bezeichnet, „vielleicht ihr bestes insgesamt“. Auch die Website The Metal Observer ist davon überzeugt, dass „SABBATH nie ein besseres Album aufnehmen werden“. Das Lied Symptom of the Universe beeinflusste laut Rezensent Guy Peters mehrere Generationen von Thrash-Metal-Bands, die zu eigenen, langsameren oder schnelleren, Versionen des Liedes inspiriert worden seien. Im Rock It! beurteilte Tom Lubowski das Album anlässlich der Veröffentlichung der Sabotage – Super Deluxe Edition als „den letzten Geniestreich der Ozzy-Ära“, auf dem Black Sabbath „statt finsterem Doom-Grummeln […] mit fast quietschbunt werdenden Riffs und progressiven Einflüssen [liebäugeln]“.
Entgegen der Annahme, der Titel Am I Going Insane (Radio) wäre eine Radio-Edition, gab es nur eine Version des Liedes.
Greg Prato von Allmusic sieht Sabotage als eine „interessante und herausfordernde Veröffentlichung“ an, bedauert aber gleichzeitig den „Verlust“ der „magischen Chemie“ der früheren Alben.
Krist Novoselic, der ehemalige Bassist von Nirvana, nennt Sabotage als wichtigen Einfluss und meint, dass es Nirvana ohne dieses Album wahrscheinlich nicht gegeben hätte.

## Titelliste
1. Hole in the Sky – 3:59
2. Don’t Start (Too Late) – 0:49
3. Symptom of the Universe – 6:29
4. Megalomania – 9:46
5. Thrill of It All – 5:56
6. Supertzar – 3:44
7. Am I Going Insane (Radio) – 4:16
8. The Writ – 8:09

## Kommerzieller Erfolg

### Chartplatzierungen
| ChartsChartplatzierungen       | Höchstplatzierung | Wochen/ Monate |
| ------------------------------ | ----------------- | -------------- |
| Deutschland (GfK)              | 17 (13 Wo.)       | 13 Wo.         |
| Österreich (Ö3)                | 9 (2 Mt.)         | 2 Mt.          |
| Schweiz (IFPI)                 | 25 (1 Wo.)        | 1 Wo.          |
| Vereinigte Staaten (Billboard) | 28 (14 Wo.)       | 14 Wo.         |
| Vereinigtes Königreich (OCC)   | 7 (7 Wo.)         | 7 Wo.          |

### Auszeichnungen für Musikverkäufe
In Großbritannien wurden vom Album 60.000 Einheiten verkauft, es erreichte den Silber-Status in England am 1. Dezember 1975, den Gold-Status in den USA am 16. Juni 1997.
| Land/Region                  | Auszeichnungen für Musikverkäufe (Land/Region, Auszeichnung, Verkäufe) | Verkäufe |
| ---------------------------- | ---------------------------------------------------------------------- | -------- |
| Vereinigte Staaten (RIAA)    | Gold                                                                   | 500.000  |
| Vereinigtes Königreich (BPI) | Silber                                                                 | 60.000   |
| Insgesamt                    | 1× Silber · 1× Gold ·                                                  | 560.000  |